# Бывшие посёлки городского типа Сахалинской области
Бывшие посёлки городского типа Сахалинской области — посёлки городского типа (рабочие и дачные), потерявшие этот статус в связи с административно-территориальными преобразованиями.

## Б
- Бошняково — пгт с 1947 года. Преобразован в сельский населённый пункт в 2004 году.
- Буюклы — пгт с 1958 года. До 1965 года назывался Боюклы. Преобразован в сельский населённый пункт в 1993 году.
- Быков — пгт с 1947 года. Преобразован в сельский населённый пункт в 2004 году.

## В
- Взморье — пгт с 1947 года. Преобразован в сельский населённый пункт в 2004 году.
- Восток — пгт с 1970 года. Преобразован в сельский населённый пункт в 2004 году.
- Восточный — пгт с 1947 года. Преобразован в сельский населённый пункт в 1992 году[1].
- Восточный — пгт с 1949 года. Преобразован в сельский населённый пункт в 2004 году.

## Г
- Гастелло — пгт с 1947 года. Преобразован в сельский населённый пункт в 2004 году.

## Д
- Дуэ — пгт с 1929 года. Преобразован в сельский населённый пункт в 2004 году.

## З
- Загорский — преобразован в сельский населённый пункт в 1970 году.

## И
- Ильинский — пгт с 1947 года. Преобразован в сельский населённый пункт в 2004 году.

## К
- Катангли — пгт с 1950 года. Преобразован в сельский населённый пункт в 2004 году.
- Колендо — пгт с 1972 года. Преобразован в сельский населённый пункт в 2004 году.

## Л
- Леонидово — пгт с 1947 года. Преобразован в сельский населённый пункт в 2004 году.
- Лопатино — преобразован в сельский населённый пункт в 1982 году.
- Луговое — пгт с 1989 года. Включён в состав города Южно-Сахалинск в 1995 году[1].

## М
- Мгачи — пгт с 1940 года. Преобразован в сельский населённый пункт в 2004 году.

## Н
- Нефтегорск — пгт с 1970 года. Упразднён в 1995 году[1].
- Новиково — пгт с 1965 года. Преобразован в сельский населённый пункт в 2004 году.
- Новоалександровск — пгт с 1989 года. Включён в состав города Южно-Сахалинск в 1995 году[1].

## О
- Озёрский — пгт с 1947 года. Преобразован в сельский населённый пункт в 2004 году.
- Октябрьский — пгт с 1929 года. Упразднён в 1963 году.
- Оха — пгт с 1929 года. Преобразован в город в 1938 году.

## П
- Паромай — преобразован в сельский населённый пункт в 1970 году.
- Первомайск — упразднён в 1957 году.
- Правда — пгт с 1947 года. Преобразован в сельский населённый пункт в 2004 году.

## С
- Синегорск — пгт с 1947 года. Преобразован в сельский населённый пункт в 2004 году.
- Сокол — пгт с 1947 года. Преобразован в сельский населённый пункт в 2004 году.

## Т
- Тельновский — пгт с 1947 года. Преобразован в сельский населённый пункт в 2004 году.
- Тунгор — пгт с 1954 года. Преобразован в сельский населённый пункт в 2004 году.

## У
- Углезаводск — пгт с 1947 года. Преобразован в сельский населённый пункт в 2004 году.
- Угольный — упразднён в 1955 году.

- Ударный — пгт с 1947 года. Преобразован в сельский населённый пункт в 2004 году.

## Ч
- Чапланово — пгт с 1947 года. Преобразован в сельский населённый пункт в 2004 году.

## Ш
- Шебунино — пгт с 1947 года. Преобразован в сельский населённый пункт в 2004 году.

## Э
- Эхаби — пгт с 1944 года. Преобразован в сельский населённый пункт в 2004 году.

## Я
- Яблочный — пгт с 1947 года. Преобразован в сельский населённый пункт в 2004 году.
- Ясноморский — пгт с 1947 года. Преобразован в сельский населённый пункт в 1998 году[1].